# 陳陞 (明水師四鎮)
陳陞（？—1683年），南明永曆年間與臺灣明鄭時期將領，官至「水師四鎮」。1683年，陳陞於澎湖海戰中殉難，其與另一位相同名諱「中提督前鋒協」的陳陞一同配享於延平郡王祠西廡。

## 事蹟
陳陞為明鄭水師將領，永曆三十一年（1677年）4月時駐守於泉州府蚶江鎮。隔年正月22日，被清將段應舉於日湖擊潰。1680年隨軍退守東寧，至1681年移防澎湖。永曆三十七年（1683年）6月22日陳參與澎湖海戰最末場戰役，與諸將合力抗擊清朝水師，橫攻直擊且死拼期間，卒未能挽回頹勢，最終戰死。